# Nebroušený diamant
Nebroušený diamant (v originále Diamant brut) je francouzský hraný film z roku 2024, který režírovala Agathe Riedinger podle vlastního scénáře. Snímek měl světovou premiéru na filmovém festivalu v Cannes dne 15. května 2024.

## Děj
Devatenáctiletá Liane žije se svou matkou a mladší sestrou ve Fréjus a stará se hlavně o svůj vzhled. Domnívá se, že účast v televizní reality show bude znamenat velkou příležitost v jejím životě. Přihlásí se proto do konkurzu na 9. sezónu show Miracle Island.

## Obsazení
| Malou Khebizi  | Liane            |
| Idir Azougli   | Dino             |
| Andréa Bescond | Sabine           |
| Ashley Romano  | Alicia           |
| Antonia Buresi | Alexandra Ferrer |
| Alexis Manenti | Nathan           |
| Léa Gorla      | Carla            |
| Kilia Fernane  | Stéphanie        |

## Ocenění
- César: nominace v kategoriích nejslibnější herečka (Malou Khebizi) a nejlepší filmový debut (Agathe Riedinger)